# Santisukia
Santisukia é um gênero botânico pertencente à família Bignoniaceae.

## Sinonímia
Barnettia

### Espécies
- Santisukia kerrii
- Santisukia pagetii